# 落叶花桑
落叶花桑（学名：Allaeanthus kurzii）是桑科落叶花桑属的植物。分布于缅甸、不丹、锡金、印度、越南、泰国、老挝以及中国大陆的云南等地，生长于海拔200米至600米的地区，多生于热带雨林季雨林中，目前尚未由人工引种栽培。